# Basler Electric
Basler Electric je americká společnost se sídlem v Highland v Illinois v USA, je výrobcem systémů pro energetiku. Společnost se zabývá výrobou regulátorů napětí a příslušenství, synchronizátorů, ochranných relé, atp. Dále působí v oblastech jako jsou jednoúčelové nebo multifunkční elektrické ochrany generátorů, systémy řízení generátorů a motorů, bezkartáčové digitální buzení generátorů a statické systémy buzení. Basler Electric je znám tím, že prosazuje inovace při výrobě elektrické energie.

## Historie
Firmu založil Carl Basler v roce 1942. V roce 1945 začal vyrábět zakázkové transformátory. V roce 1959 Basler vyvinul polovodičový napěťový regulátor SRA. V roce 1972 byla zahájena výroba ochranných relé pro energetiku. V roce 1974 byla zahájena výroba statických budících systémů. V 90. letech 20. století Basler vyvinul řadu digitálních regulátorů DECS.
- V roce 2004 byla v Suzhou v Číně založena pobočka pro čínský trh.
- V roce 2006 převzal Basler Electric divizi regulace buzení od americké společnosti Cutler-Hammer (dříve součást Westinghouse), tím se rozšířila nabídka budících systémů o řadu ECS2100 (budící proud do 10 000 A).
- Od roku 2006 má Basler Electric oficiální zastoupení v České republice a na Slovensku – společnost JK Energo, s. r. o.
- V roce 2009 byla založena pobočka v Singapuru

## Produkty
- Analogové regulátory buzení – AVC, AEC, VR, SSR, SR, APR
- Digitální regulátory buzení – DECS = Digital Excitation Control System, ECS = Excitation Control Systems
- Digitální řídící systémy gensetů – DGC = Digital gensets controllers, IEM = Industrial engine module
- Digitální multifunkční a jednofunkční ochranná relé – BE1
- Průmyslová ochranná relé – BE3